# Ziua porumbelului
Day of the Dove este un episod din sezonul al III-lea al serialului original Star Trek. A avut premiera la 1 noiembrie 1968.

## Prezentare
O formă de viață extraterestră bazată pe energie, ce se hrănește cu emoții negative (ca frica, furia sau ura), împinge echipajul navei Star Trek: The Original Series într-un conflict brutal cu klingonienii.